# Canzoniere grecanico salentino
Le Canzoniere Grecanico Salentino est un groupe de musique traditionnelle des Pouilles consacré à la danse de la Pizzica, la tarentelle du Salente.

## Description
Aujourd'hui menés par Mauro Durante, fils de Daniele Durante, qui a fondé la formation en 1975, ces sept musiciens interprètent les rythmes obsessionnels qui traversent les tarentelles. Interprétant des ballades amoureuses et des chants sociaux aux sons enivrants du tamburello (grand tambourin salentin), le Canzoniere fait vivre et perpétue l’univers des musiques populaires de l’Italie méridionale.
Pizzica Indiavolata est déjà le dix-septième album de l’ensemble Canzoniere Grecanico Salentino. Mauro Durante et les musiciens de Canzoniere Grecanico Salentino revisitent le répertoire traditionnel du Salento, et créent dans le même élan de nouveaux morceaux en utilisant le Griko Salentino, langue utilisée dans une enclave hellénophone du sud italien. 
Sur cet album, Ballaké Sissoko est également présent sur trois titres et Piers Faccini chante sur un titre dont il a également écrit les paroles.